# الگریت، برزیل
الگریت، برزیل (به پرتغالی: Alegrete, Brazil) یک شهرستان در برزیل است که در ریو گرانده جنوبی واقع شده‌است.

## خصوصیات
الگریت ۷٬۸۰۴ کیلومترمربع مساحت و ۷۸٬۹۸۴ نفر جمعیت دارد و ۱۰۲ متر بالاتر از سطح دریا واقع شده‌است.